# 咸安区
咸安区（かんあん-く）は中華人民共和国湖北省咸寧市に位置する市轄区。

## 地理
咸安区は湖北省南東部に位置し、東は陽新県、南は崇陽県、西は赤壁市、北は通山県と接する。

## 行政区画
- 街道:温泉街道、浮山街道、永安街道
- 鎮:汀泗橋鎮、向陽湖鎮、官埠橋鎮、横溝橋鎮、賀勝橋鎮、双渓橋鎮、馬橋鎮、桂花鎮、高橋鎮
- 郷:大幕郷